# Milchviehanlage

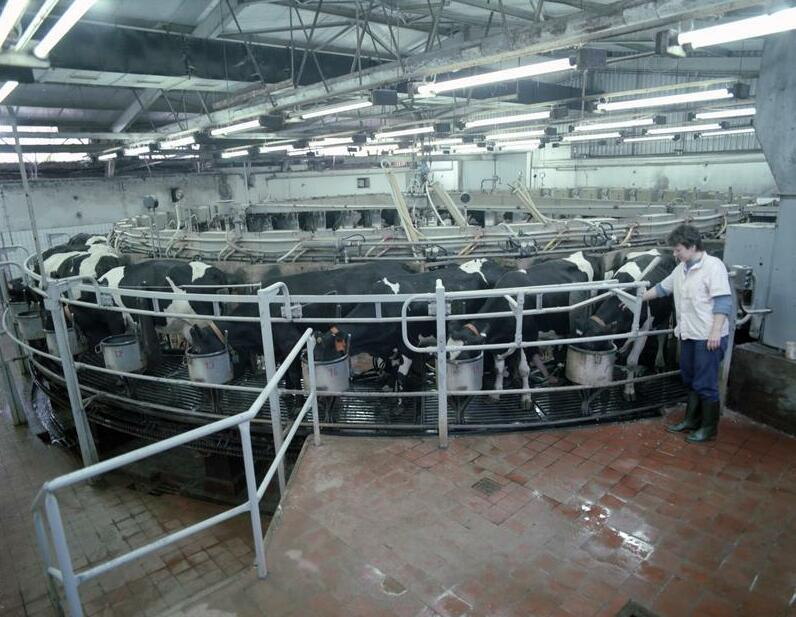
Melkkarussell der Milchviehanlage Dedelow für 200 Tiere pro Stunde (1985)

Bei einer Milchviehanlage handelt es sich um eine Stallanlage für Rinder. Am 3. Januar 1969 nahm die Landwirtschaftliche Produktionsgenossenschaft (LPG) in Dedelow bei Prenzlau die erste Milchviehanlage der DDR in Betrieb. Die ersten Anlagen mit bis zu 2000 Tieren entstanden in den 1970er Jahren in LPGen der DDR, da man immer mehr auf industrielle Rinderproduktion setzte. Die Anlagen existieren weitgehend bis heute, meist sind es aus den LPG hervorgegangene Agrarbetriebe, die diese Anlagen betreiben.